# Humanist Students
Humanist Students est l'organisation-chapeau des sociétés étudiantes de libre-pensée, athées, humanistes et laïques du Royaume-Uni et d'Irlande. Son objectif est de fournir une voix aux sociétés d’étudiants non religieuses à l'échelle du Royaume-Uni, et de contribuer à la coordination des activités nationales. 
Le groupe est un organe composé de sociétés étudiantes d'établissements d'enseignement supérieur du Royaume-Uni et d'Irlande. En 2012, il est devenu la section étudiante de Humanists UK (alors connue sous le nom de British Humanist Association), une organisation caritative britannique qui promeut l'humanisme et la laïcité en Grande-Bretagne,. Jusqu'en 2017, elle était connue sous le nom de Fédération nationale des étudiants athées, humanistes et laïques, et plus tard plus simplement des étudiants athées, humanistes et laïques (AHS). En 2017, les sociétés membres ont décidé de renommer les «étudiants humanistes» d'AHS et d'introduire de nouveaux changements structurels, tels que l'élection directe du président des étudiants humanistes par les membres des sociétés individuelles, et ce chaque année. 
À travers Humanists UK, l'organisation est représentée internationalement au sein de l' Organisation internationale de la jeunesse humaniste et éthique (IHEYO), qui est l'aile jeunesse de l'Union internationale humaniste et éthique (IHEU). 

## Buts et objectifs
En tant que «SSA», l'association Humanist Students a été créée pour soutenir les groupes d’étudiants athées, humanistes et laïques et pour donner une voix qui puisse être entendue au niveau national. Elle espérait atteindre cet objectif en fournissant à ces sociétés un réseau, des ressources et une plate-forme commune leur permettant de faire connaître leurs besoins et leurs points de vue aux niveaux national et international. 
Selon leur propre site web, l'AHS souhaite voir l'émergence d'« une société étudiante athée, humaniste ou laïque florissante dans chaque institut d'enseignement supérieur du Royaume-Uni et de la république d'Irlande ». Pour ce faire, ils organisent divers événements, fournissent des informations utiles aux sociétés et représentent leurs membres à l'échelle nationale et internationale.

## Structure organisationnelle
L’AHS est dirigée par un comité composé de représentants de chaque société d'étudiants, à savoir le président et un représentant élu.   
Il existe également un organe de décision souverain au sein du PAPA, le "Caucus". Il est composé de deux représentants de chaque société membre, de l’exécutif et du conseil d’administration. Ils sont responsables de l'élection de l'exécutif pour gérer l'organisation en son nom, de la détermination et de l'orientation des principaux choix de politique et de la ratification des demandes d'adhésion.
C'est l'une des nombreuses sections de Humanists UK, aux côtés d'autres telles que Young Humanists (pour les 18-35 ans), LGBT Humanists UK (une section LGBT) et Humanists of Defense (pour le personnel militaire).

## Voir également
- Secular Student Alliance (États-Unis)

## Remarques
1. 1 2  « What we Do », AHS (consulté le 1er novembre 2013)
2. 1 2 3  British Humanist Association, « BHA: Atheist, humanist and secular student groups launch new national federation », Politics.co.uk, 19 février 2009 (consulté le 7 novembre 2013)
3. 1 2 3 4 5  « FAQ », AHS
4. ↑  « Humanist Students », Humanists UK (consulté le 21 août 2017)
5. ↑  « The Team », AHS